# Église-porte de la Trinité
L'église-porte de la Trinité (en ukrainien : Троїцька надбрамна церква, Troitska nadbramna tserkva ; en russe : Троицкая надвратная церковь, Troitskaïa nadvratnaïa tserkov) est une église orthodoxe située en Ukraine à Kiev qui constitue l'entrée principale de la laure des Grottes de Kiev. Elle a été construite au début du XIIe siècle après quoi elle a été reconstruite à plusieurs reprises. Construite à l'origine comme une église de la Rus' de Kiev, l'église-porte de la Trinité est maintenant décorée dans le style baroque ukrainien.

## Histoire
L'église a été construite entre 1106 et 1108 à l'intérieur des fortifications de la laure des Grottes de Kiev, au-dessus de l'entrée principale du monastère souterrain. L'église a été fondée par le petit-fils du prince de Tchernigov et le grand-duc de Kiev Sviatoslav II, qui a renoncé à son statut de prince et est devenu moine du monastère des Grottes le 17 novembre 1106 sous le nom de Nikolaï Sviatoch (ou Mykola Sviatocha en ukrainien),. Nikolaï a été moine pendant 36 ans et a fondé l'hôpital du monastère de la Trinité dans la laure.
L'église survit au tremblement de terre de 1230, puis à l'invasion mongole de 1240. Après les importantes destructions d'églises dont la cathédrale de la Dormition lors de l'invasion de Batu Khan, l'église-porte de la Trinité devint la principale église du monastère. En 1462, l'édition la plus complète du Kiev Pechersk Paterikcon y a été écrite. En 1631, Pierre Movilă a fondé une école à l'hôpital de la laure. L'école a ensuite fusionné avec l'École de la Fraternité de Kiev. En 1701, les écoles combinées ont formé une académie kiévienne.
En 1699, l'ancienne icône de la mère de Dieu de Kazan, située à la porte d'or, a été transférée à l'église-porte de la Trinité.
En 1725, un grand lustre central a été fabriqué pour l'église. Celui-ci peut porter seize bougies. Dans les années 1730 et 1740, des peintres de l'école de peinture artistique de la laure ont peint l'église avec des icônes. Les thèmes de toutes les peintures murales sont tirés de la Bible. La décoration, les ornements et les choix de couleurs ont été grandement influencés par les traditions de l'art populaire ukrainien. Les noms d’artistes ont récemment été identifiés par des recherches archivistiques.
L'église est fortement endommagée en 1718 à cause d'un incendie. Les restaurations sont menées entre 1722 et 1729 selon les projets de l'architecte Vasiliev et sous la direction du maître Kalandine. Après sa reconstruction du XVIIIe siècle, elle a servi de tour de guet et fait partie des fortifications de la laure.
En 1957-1958, des travaux de restauration ont été effectués dans l'église, notamment la restauration d'éléments décoratifs perdus, la dorure de la voûte et la retouche de peintures extérieures.
L'église-porte est l'un des seuls édifices datant de l'époque de la Rus' de Kiev à avoir survécu jusqu'à nos jours sans être détruit.

## Architecture

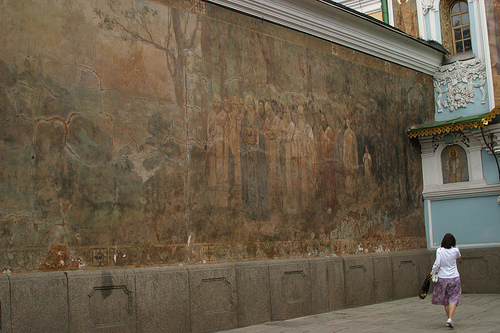
Peintures à l'huile sur les murs extérieurs menant aux portes saintes sous l'église.

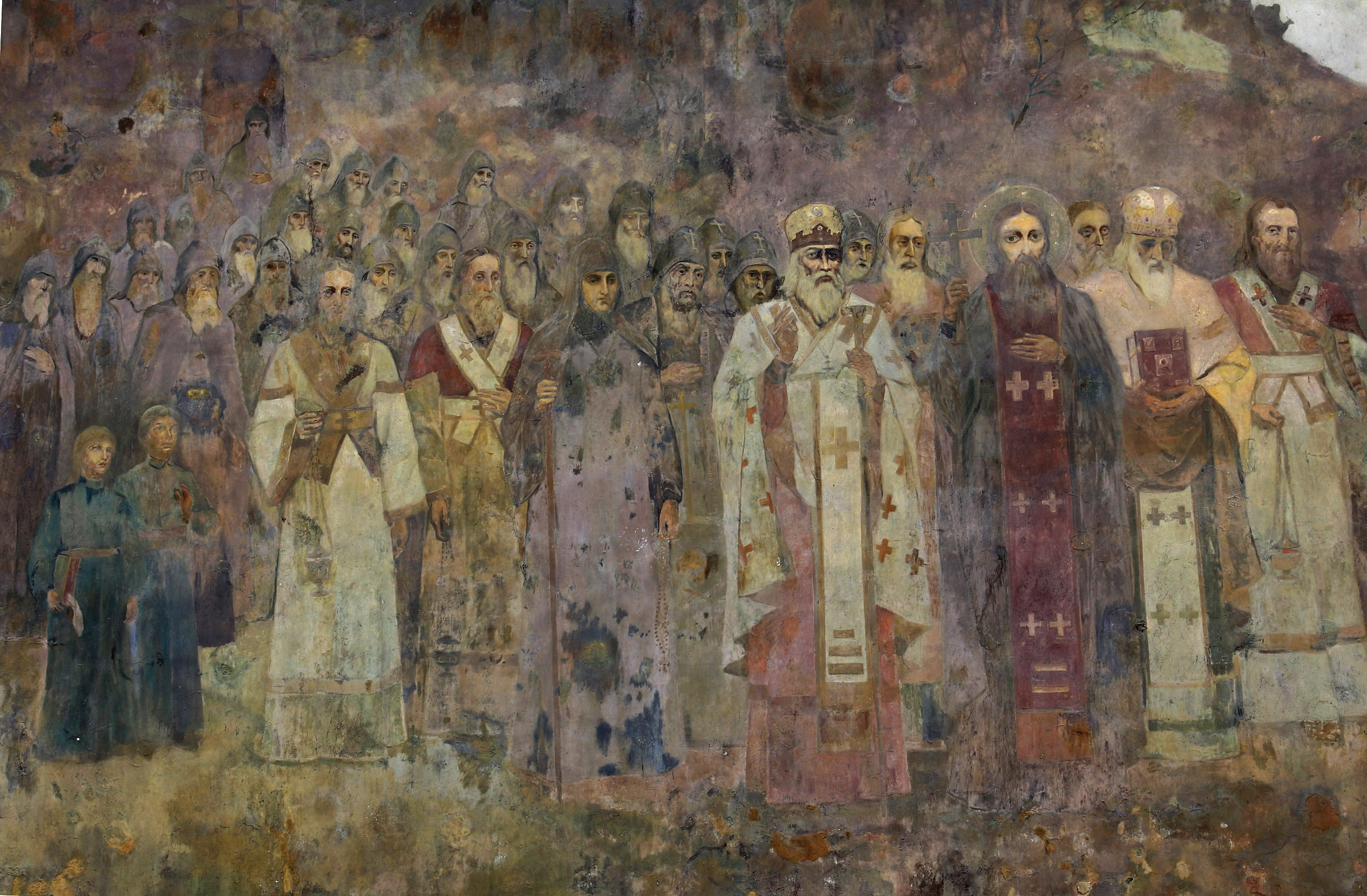
Un fragment de la peinture des murs extérieurs menant aux portes saintes.

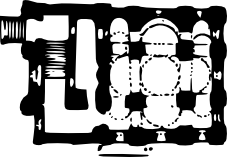
Plan de l'église-porte de la Trinité.

L'église-porte est structurée de sorte que l'église est située au-dessus de la porte Sainte, qui est l'entrée principale de la laure. Près de l'entrée, se trouvent des salles pour les gardes. L'église se cale entre les murs du monastère, ce qui favorise la protection de la porte. Les surfaces extérieures des murs du monastère menant à la porte sont couvertes de fresques. Ils ont été complètement mis à jour en 1900-1901 par Sonine et d'autres.
L'église-porte de la Trinité est divisée en trois nefs, chacune contenant une abside sphérique. Un escalier extérieur en pierre mène à l'église,.
L'église de la porte de la Trinité est une église en pierre typique du temps de la Rus' de Kiev. On peut voir de la maçonnerie pré-mongole sur la façade sud du bâtiment. Aux XVIIe et XVIIIe siècles, le maître Stefanovitch reconstruit et rénove l'église dans le style baroque ukrainien,. C'est au cours de cette reconstruction que des dômes en forme de poire sont apparus sur l'église, tandis que sa décoration artistique est modernisée.
L'accent le plus fort de la décoration intérieure de l'église-porte de la Trinité est l'iconostase en bois dorée réalisée en 1734 par les chevaliers lauriers Ivan Opanasov et Yakov Ovetko dans le style baroque ukrainien. Il est fabriqué en tilleul selon la technique du « fil continu » et peint par les maîtres d'un atelier de peinture au monastère de l'hôpital Nikolsky. L'intérieur de l'église est complété par un lustre pour seize bougies, coulé en 1724. Son poids est de 664 kg.
La peinture murale de l'église-porte de la Trinité est l'un des monuments les plus précieux de l'art monumental ukrainien des années 1720–1730. Il se distingue par son modèle impeccable, sa richesse, sa composition complexe et son expressivité des couleurs dans lequel l'enseignement dogmatique orthodoxe sur l'église est présenté dans le langage artistique de l'ère baroque, avec ses techniques intrinsèques d'esthétique. Le programme iconographique de peintures murales et son concept théologique élaboré avec soin ont été créés conjointement par des lauriers et des théologiens.
Sur le mur occidental de la nef centrale se trouve la composition « La première cathédrale œcuménique » (de Nicée), consacrée à une nouvelle étape du développement du christianisme : le congrès de l'église à Nicée en 325. Le long de ce mur se trouvent une rangée de bancs en bois fabriqués dans les années 1730 dont le dos est décoré de paysages pittoresques. Ces bancs étaient destinés aux moines âgés et malades du monastère de l'hôpital Nikolsky.
Le sol de l'église est recouvert de plaques de fonte frisées, coulées dans les usines de Briansk des Demidoffs en 1732.

## Galerie

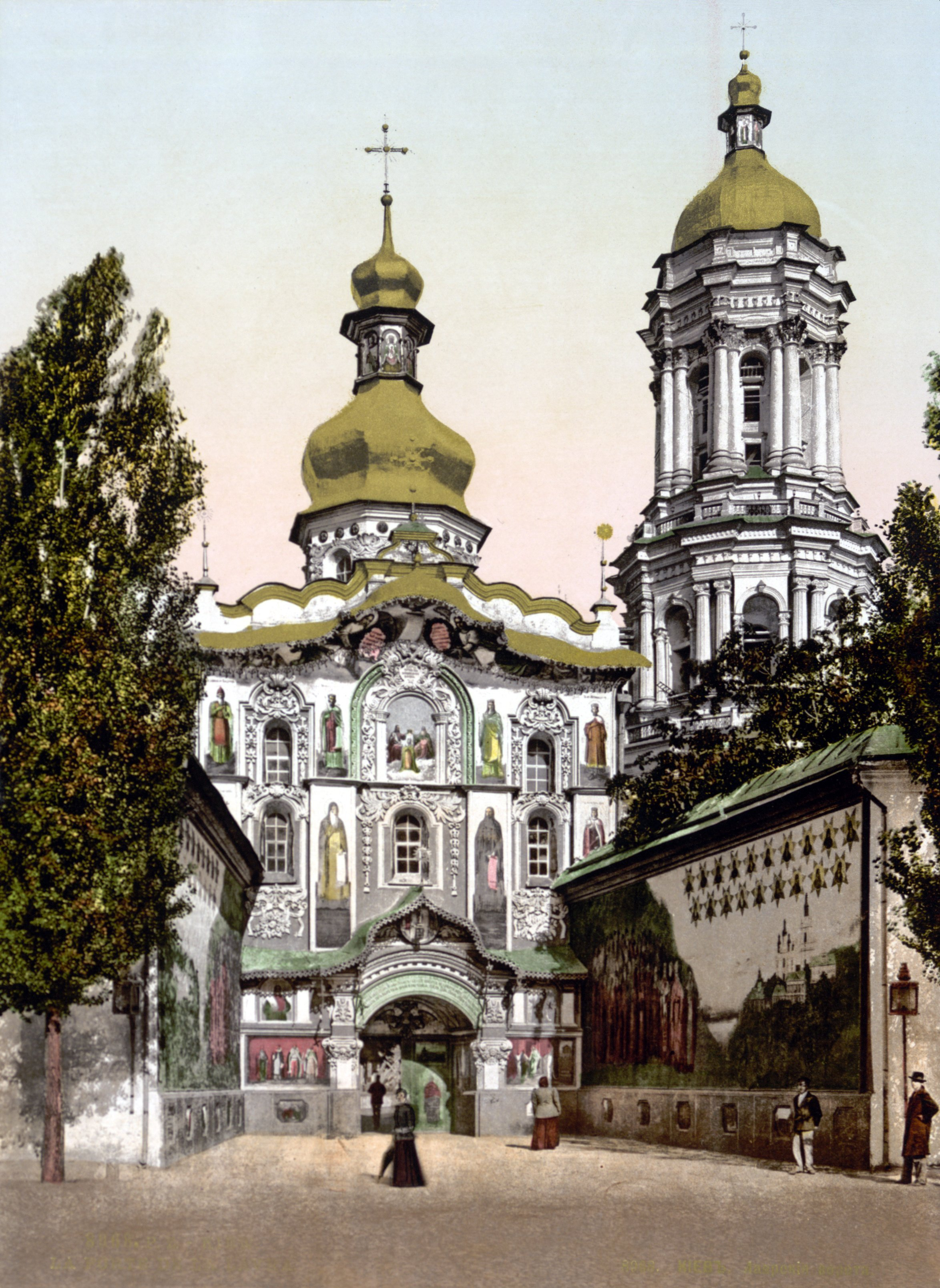
La façade ouest de l'église-porte. À droite, le grand clocher (image de la fin du XIXe siècle).
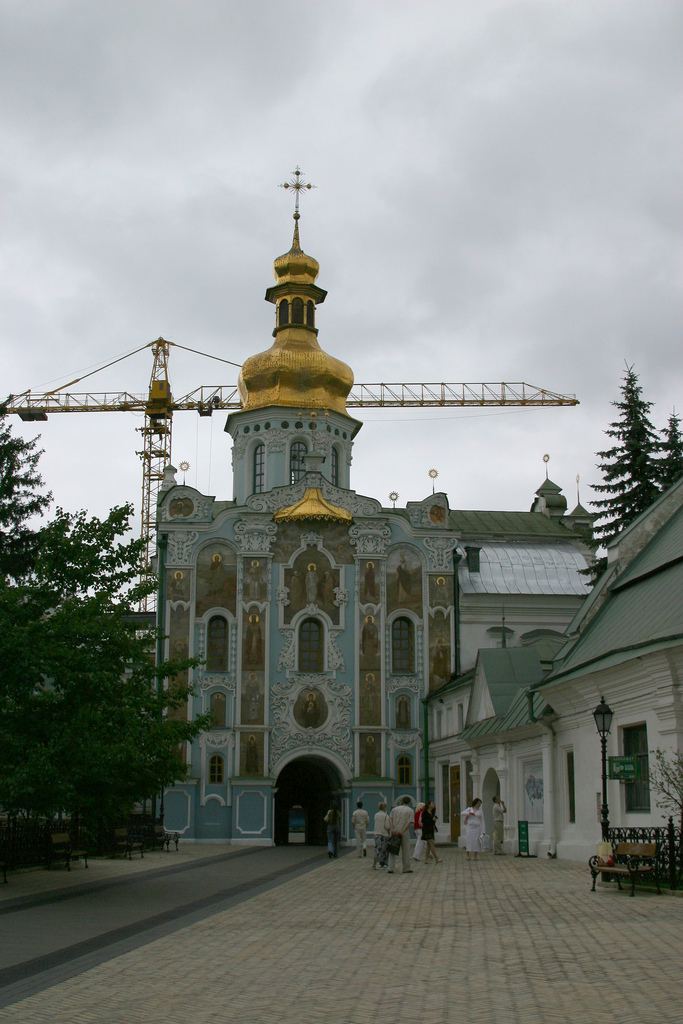
La façade est de l'église-porte.
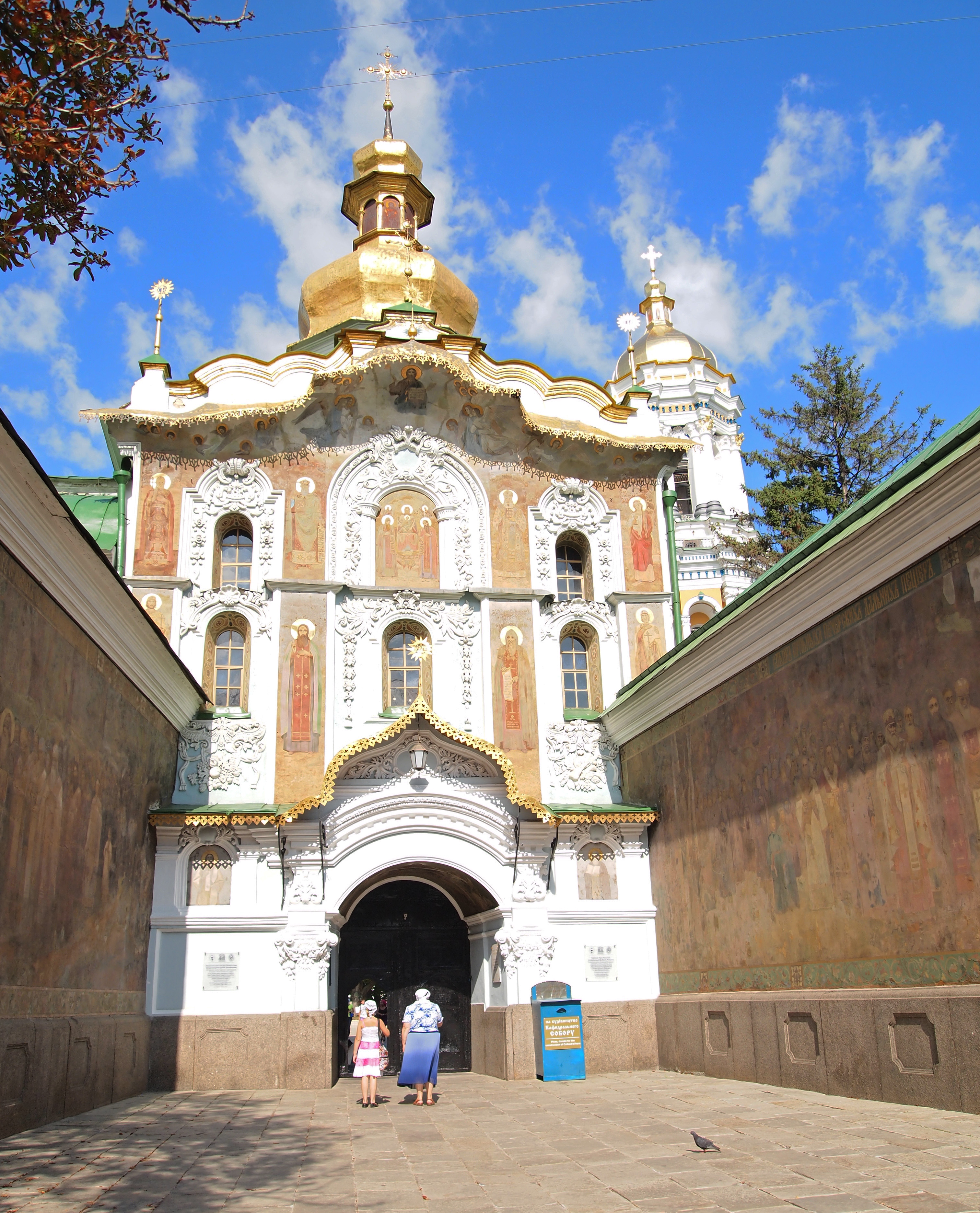
La façade ouest de l'église-porte
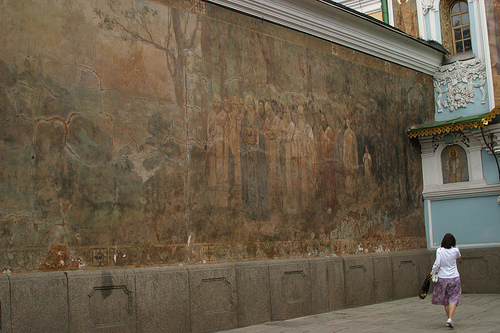
Fresque de l'entrée des catacombes proches à l'église-porte.
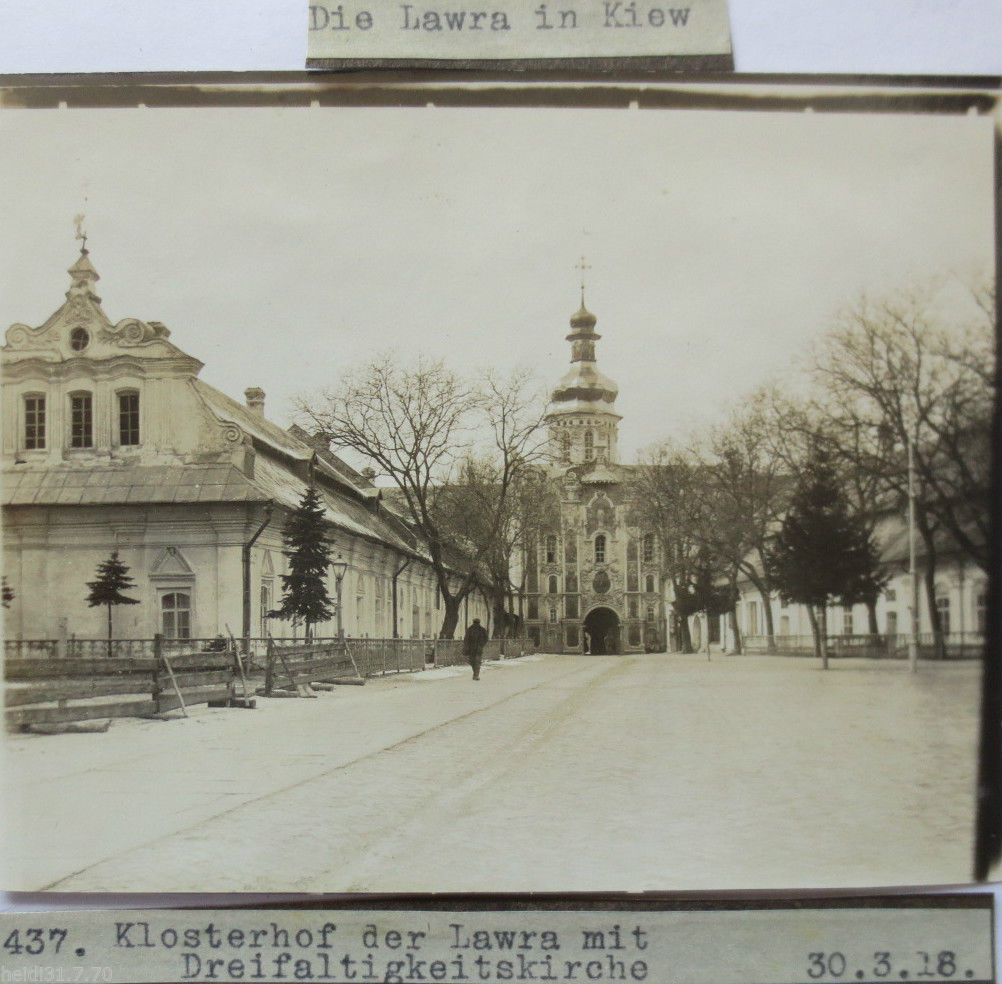
Vue de la façade ouest (photo de 1918).
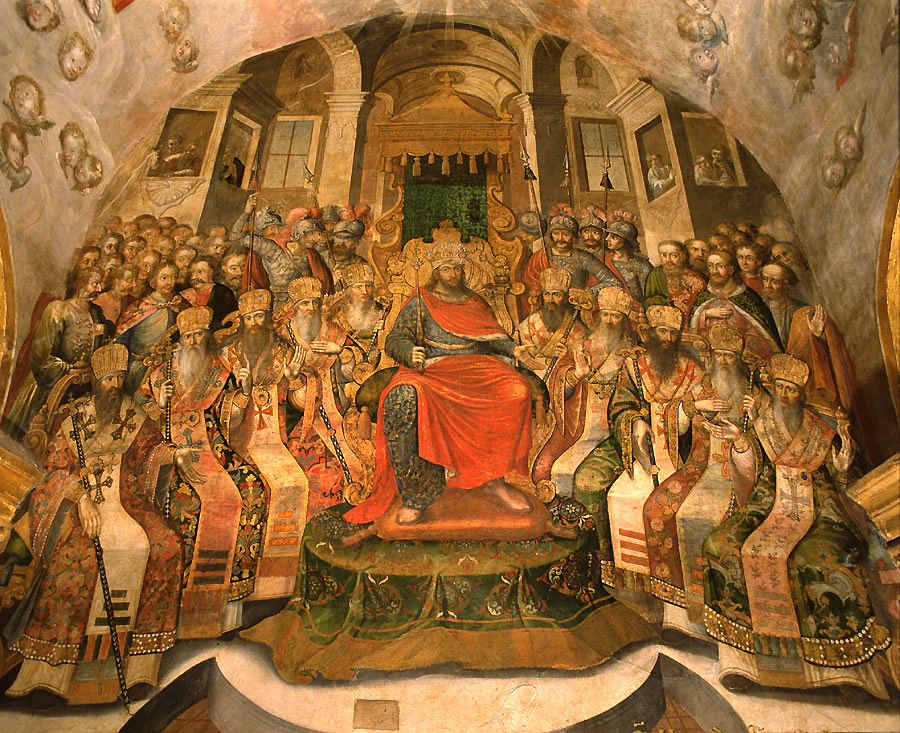
Fresque du Conseil de Nicée.
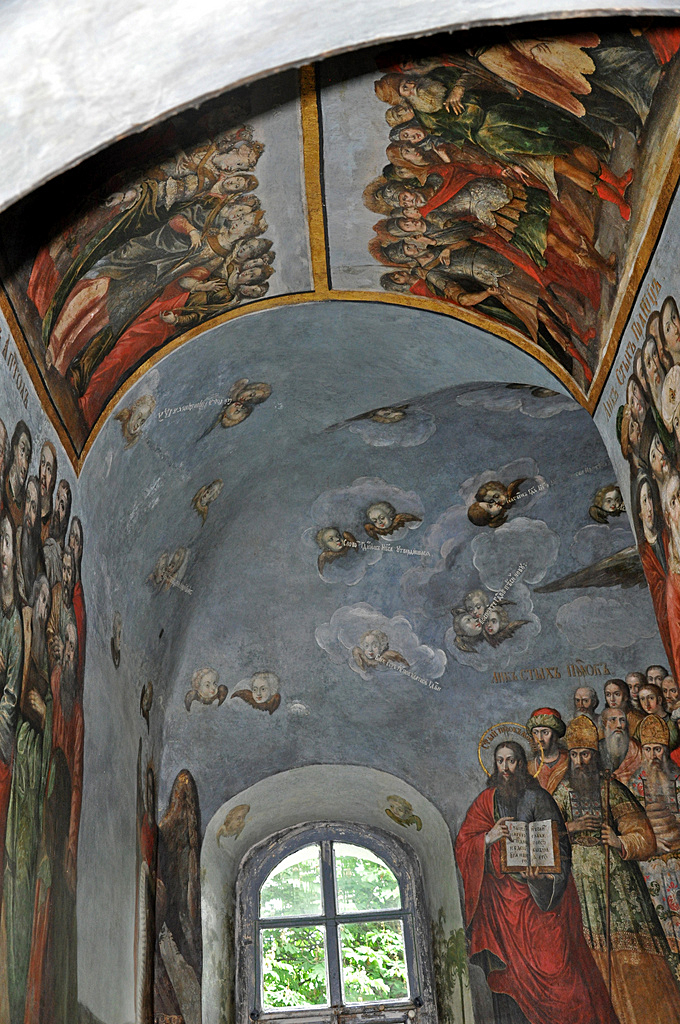
Peinture à l'intérieur de l'église-porte.
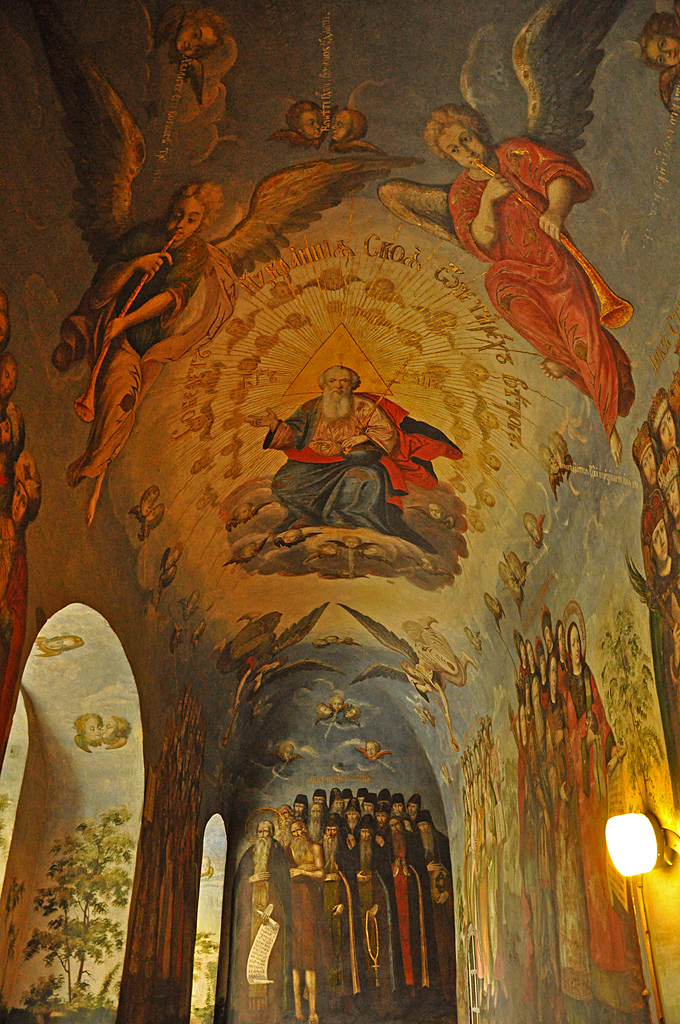
Peinture représentant Dieu, le père et les anges.
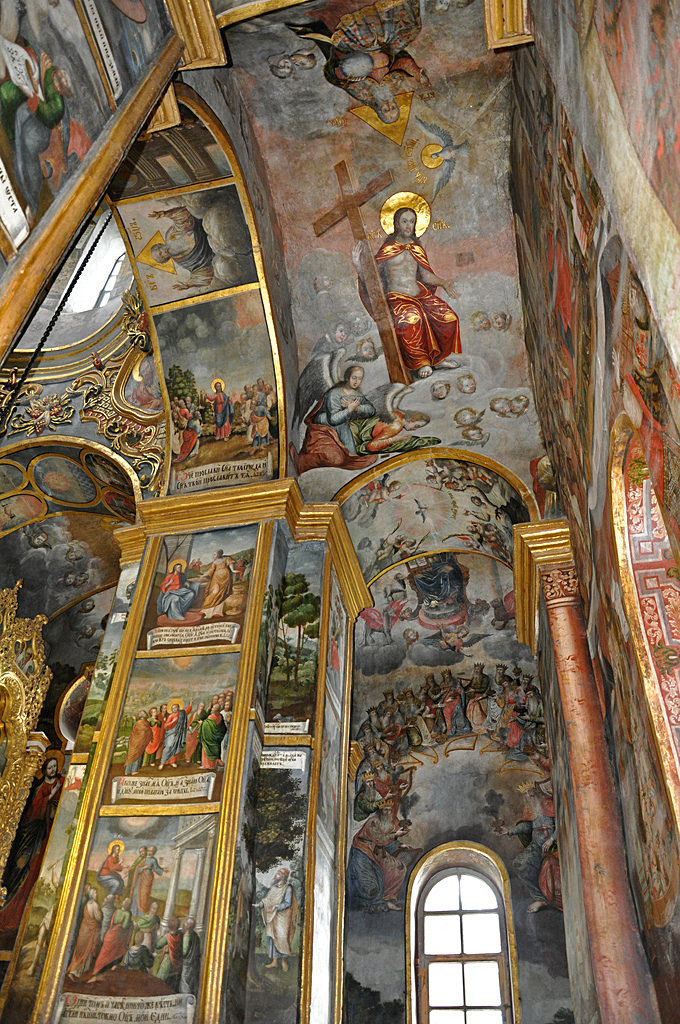
Peinture à l'intérieur de l'église-porte.
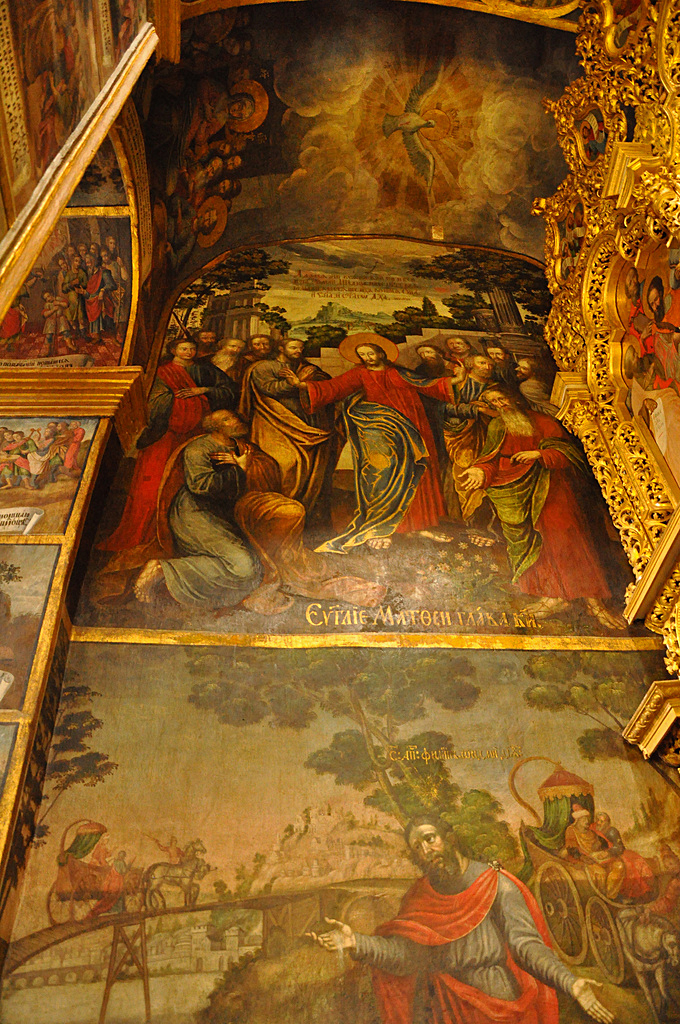
Peinture à l'intérieur de l'église-porte.
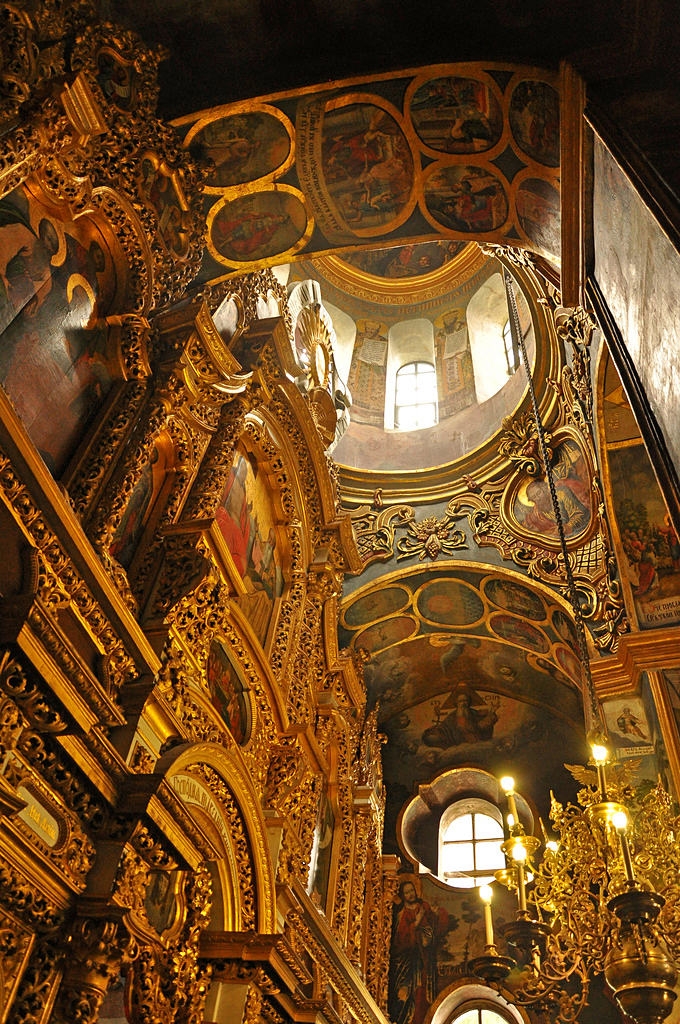
Iconostase de l'église-porte.